# Розлад адаптації
Розлад адаптації — психічний розлад, що виникає під впливом труднощів із пристосуванням до суттєво нових життєвих обставин (початок навчання в школі, батьківство, вихід на пенсію, втрата емоційно важливої людини). Спричиняє стани стресу, напруги, неспокою, пригнічення та смутку, які зазвичай не притаманні людям відповідного віку в таких ситуаціях.
Діагностування розладу адаптації є поширеним. Оцінки поширеності протягом життя для дорослих коливаються від 5% до 21%. У дорослих жінок діагностується удвічі частіше, ніж у чоловіків. Серед дітей та підлітків дівчата та хлопці однаково схильні до розладу адаптації.
Може бути безпосереднім наслідком важкого стресу або травматичної ситуації.